# Ḩeşār-e Bahrām Khān
Ḩeşār-e Bahrām Khān (persiska: حِصارِ بَهرامخان, حصار بهرام خان, Ḩeşār-e Bahrāmkhān) är en ort i Iran.   Den ligger i provinsen Västazarbaijan, i den nordvästra delen av landet, 600 km väster om huvudstaden Teheran. Ḩeşār-e Bahrām Khān ligger 1 340 meter över havet och antalet invånare är 262.
Terrängen runt Ḩeşār-e Bahrām Khān är platt åt sydost, men åt nordväst är den kuperad.Runt Ḩeşār-e Bahrām Khān är det ganska tätbefolkat, med 185 invånare per kvadratkilometer. Närmaste större samhälle är Urmia, 17,7 km söder om Ḩeşār-e Bahrām Khān. Trakten runt Ḩeşār-e Bahrām Khān består till största delen av jordbruksmark.